# Darkspore
 Darkspore es un videojuego para PC basado en parte en Spore. Se describe como un juego de rol online trepidante de ciencia ficción, acción y RPG en el que se producen batallas de jugadores a través de mundos alienígenas para salvar la galaxia de las fuerzas de Darkspore. El juego fue lanzado el 26 de abril de 2011 para Windows.

## Argumento
Los Crogenitors eran una raza de científicos sin precedentes que habían construido un gran imperio galáctico. Ellos habían dominado la mutación y utilizaron sus conocimientos para crear un ejército de héroes genéticos, conocidos como "Armas Vivientes". Pero el descubrimiento del E-ADN por Crogenitor Xylan, un aminoácido experimental que se une al ADN, lo cambió todo: se utiliza para militarizar la vida misma, y fue capaz de lograr milenios de evolución en horas. Sin embargo, el E-ADN comenzó a volverse inestable y todos los sujetos que entraron en contacto con él se transformaron en horripilantes monstruos genéticos y se conectaron con un sexto sentido guerrero. El E-ADN pronto lo conocieron como "El Darkspore" y rápidamente se convirtió en un virus que se propagó por toda la galaxia, transformando todo a la vista. El resultado final fue la guerra. Todos los héroes genéticos fueron asesinados, casi todos los Crogenitors fueron asesinados, y el imperio Crogenitor desapareció estrella por estrella. Seis Crogenitors supervivientes fueron puestos en cápsulas criogénicas. Xylan fue arrojado al exilio y el uso de E-ADN fue declarado ilegal. En su exilio, se inyecta con E-DNA y se convierte en The Corruptor, maestro del Darkspore. Cinco de los Crogenitos sobrevivientes fueron enviados a los planetas con los genotipos sobrevivientes, acompañados por la red de Amnistía Internacional HELIX, y la tarea de construcción de nuevas armas sin el uso del Darkspore. Los Crogenitor sobrevivientes quedaron dormidos por un tiempo indefinido, en espera del momento en que la red HELIX estabilize el E-ADN. Después de 1000 años, HELIX tuvo éxito. El séptimo Crogenitor despertó y comenzó a fabricar nuevas armas de vida, fortaleciéndose con un nuevo, mejorado, y estabilizado E-ADN.
Con solo unos pocos valientes héroes, la insurgencia Crogenitor, según se supo, creció hasta ser un pequeño ejército. La insurgencia derrotó toda la fortaleza infectada con Darkspore, descubriendo más compañeros en el camino. Cerca de su objetivo final, la depuración del Darkspore de la galaxia...
Al final, el escondite de The Corruptor está localizado en el planeta desierto en ruinas de Scaldron. Después de una batalla épica que refleja tus habilidades ganadas en la lucha contra otro jefe, The Corruptor, el maestro de todos los tipos de génesis, es derrotado, y estalla en una explosión de luz blanca, y su rugido de angustia fue lentamente escuchado con ecos a la distancia. Después de su muerte, todo lo que queda de él es la máscara de Xylan, sin vida tirado en el suelo.
HELIX, a continuación, te informa que , sin su líder, las fuerzas Darkspore se están dividiendo, Las minas de mutación en órbita de Verdanth fueron derribadas, el sol finalmente se levantó en Nocturna, los campos de energía de Nexus Zelem fueron restaurados y reparados, la tecnología de Infinity fue reclamada por los nativos, quienes procedieron a la erradicación de los Darkspore restantes, y el hielo que ha estado plagando a Cryos durante siglos finalmente está comenzando a desaparecer. El juego entonces se acerca de regreso a la máscara de Xylan Scaldron donde yacía dormido en el suelo, pero uno de los agujeros de la máscara de ojos rojos antes de que la pantalla se desvanece parpadea.

## Personajes
Los héroes o "Armas vivientes" se dividen en cinco tipos genéticos: Plasma, Quantum, Bio, Cyber, y Necro.
Plasma se ocupa de la génesis con fuego y electricidad, Quantum con espacio-tiempo y materia, Bio se ocupa de la génesis biológica con las plantas, los animales, venenos y fuerza de vida. Cyber utiliza balas y energía/rayos, Necro utiliza la muerte, la oscuridad, el miedo, alma y la capacidad para formar de nuevo la materia y la energía.
Una subdivisión de los héroes de los dividió en Sentinel, Devastador y héroes Tempestad. Centinelas son seres voluminosos con las competencias de defensa de alto y de cuerpo a cuerpo, pero son muy lentos, devastadores han estadísticas equilibrado y de alta velocidad, las tempestades son héroes con ataques a distancia y la capacidad de apoyo. Aunque solo hay 25 héroes de base, el jugador será capaz de crear otros tres " genéticos variantes" de cada héroe lo que el número de los héroes de un total de 100. variantes Alfa, Beta, Gamma y Delta existen, cada uno de ellos con una capacidad única diferente para cada tipo genético. Los enemigos Darkspore también siguen la división de genética, pero tienen rangos diferentes.
- Zrin - Zrin fue un penal humilde y se mantuvo en los centros penitenciarios en Cryos hasta el Darkspore [mutación [|] mutado] a sus guardias, dejando Zrin a morir lentamente. Cuando estaba en el final, Crogenitor Ptyron apareció ante él y dolorosamente lo transformó, adquiriendo el poder de Plasmagenesis. Su mano izquierda y de menor importancia sistema circulatorio se hundió en una de plasma biológico, que le permite manipular magma, lava, fuego y de la electricidad eléctrica [plasma [ (física) | plasma]] y [[incineración |] incinerar] casi cualquier obstáculo. También obtuvo increíbles la resistencia y dura piel . El Darkspore ofrece Zrin energía, Diversión y [La venganza []], y habría tenido mucho gusto esta oferta si quería conservar su cerebro, con el título de "El Sun Puño", como un centinela de plasma. Su mano izquierda está constantemente en llamas, mientras que la mano derecha está atravesada por la electricidad eléctrica chispas, y que lleva dos guantes con hojas cortas.[3]

- Vex - Vex trabajó como mecánico en el sistema Zelem teletransportador Nexus, sin saber que un científico llamado Crogenitor Zelem era en realidad la observación de cómo la radiación de los reactores que trabajan en los ingenieros. Mientras él estaba tratando de activar un teletransportador, accidentalmente natural transportado en el enclave de Zelem Vex. Asustado por la aparición de Zelem horrorizado, Vex comenzó teletransportarse casualmente en todo el laboratorio de la destrucción de casi todo y sin querer hacer más fuertes sus poderes más fuertes en cada turno de convertirse en un devastador cuántica. Cuando el ataque Darkspore que utiliza esta capacidad para luchar contra ellos ganando el título de "la palanca de cambios Chrono". Él utiliza dos espadas en su conjunto antebrazos Vida Armas - Vex[4]

- Sabio- Sage, un científico que inicialmente advirtió a los Crogenitors sobre el poder de E-ADN, se vio obligado a ver como su mundo natal, Verdanth, fue destruida por la sustancia inestable. Re-ingeniería de su bio-tecnología como un arma, Sage obtenido poderes de curación y control de la [planta [| flora]] y [animales [| fauna]]. Él se ha comprometido a liberar a su planeta de la Darkspore. Es una tempestad Bio, y parece similar a una mezcla entre un centauro y árbol. Él es ahora conocido como "El Forester vida" y su arma es un cañón fijo de la energía en lugar de su mano derecha[5]

- Goliat - Goliat es un centinela de la Cyber infinito planeta, y un maestro de la orden technomartial. Una vez obligados a huir para salvar su vida como un fugitivo, se encontró con la poderosa espada protónica, y fue capaz de eliminar a sus perseguidores, y ahora defiende a todos los fugitivo s inocentes y exiliados en su batalla contra el mutante s como "The Guardian Energía"[6]

- Arakna- Un miembro apreciado y temido de la Legión Nocturni, Arakna se conoce como "The Soul Collector" por su habilidad para aprovechar la energía neuro-intelectual que sostiene la identidad y los secretos de sus oponentes caídos. Alimentando a los miles de jóvenes en su saco de huevos, ella lucha de poder cumplir con su deber en la Legión. Ella es una Devastador Necro similar a un araña y su arma es un arma de fuego neuro basada en su conjunto abdomen.[7]

- Meditron- Un explorador de Infinity y un médico ex, Meditron de regresar de un largo viaje para encontrar a su casa infestadas por el Darkspore. Huyó de la seguridad y se escondió en una grieta llamada Skull Iktotom, donde descubrió un antiguo refugio de Crogenitor Suzu y el uso de esa tecnología para reutilizar su curación nanobots al daño y al control de sus enemigos y para ayudar a sus aliados. Luego encontró la insurgencia y se unió a ellos como la "Reparación del Motor de búsqueda". Es una tempestad Cyber con seis patas y el uso de un cañón tiroteo nanobots en el lugar de su mano derecha[8]

- Blitz- Blitz, "El tormenta El delantero", armados con un par de garra guantes y el control que posee sobre la electricidad electro  plasma, que ha viajado a través de las tierras congeladas de Cryos después de la ruptura de su antigua civilización, debido a la edad de hielo, perdiendo casi todos sus hermanos para comenzar una nueva vida en la zona ecuatorial del planeta. Hay que convertirse en un líder y comenzó a organizar una nueva sociedad, la creación de bandas de guerreros, cazadores y los que tenían algo que aportar a la sociedad. Él está siempre dispuesto a luchar contra cualquiera que amenace la paz recién descubierta, y está decidido a derrotar a los Darkspore. Es un plasma Devastador[9]

- Jinx- Jinx fue uno de los muchos Nocturni dotado de poderes Necrogenetic, se trataba de "superdotados" por el Ingto Crogenitor cuando destruyó la red de la vida entre los bioformas y los espíritus de Necroform Nocturna. Estos poderes estaban lejos de ser una bendición, ya que muchos de los "elegidos" Nocturni murió en su infancia, con solo el surving más fuerte;, Jinx fue el más fuerte de these.Why Jinx se unió a la Legión Nocturni, la fuerza militar que conquistó a su pueblo, era un misterio, algunos creían que era un traidor, Algunos creían que ella estaba trabajando como espía, y algunos pensaron que había sido [[control de la mente |] lavado el cerebro] por uno de los Eternos Nocturni. Pero con el tiempo se rompió con la Legión, cuando alcanzó el rango de comandante y se comprometió a destruir su liderazgo. Jinx, y los seguidores leales a ella, se volvieron contra sus comandantes compañeros en una traición devastador. El empleo de los poderes que había mantenido oculto de la Legión, Jinx lanzó [] [materia oscura] devastadores-Darma-como necrosis granadas a su ex compañeros de la Legión. Tomando sus mejores guerreros de espaldas a sus colmenas ancestrales, Jinx trató de liberar a su pueblo esclavizado. Ella podría haber tenido éxito, hubiera producido la invasión Darkspore no la obligó a cambiar su destino en mundanos a interplanetarias como "La Segadora Oscura". Ella es una tempestad Necro similar a un mosquito con cuatro alas grandes y dos brazos y pelea con un equipo temible para canalizar sus poderes. http://www.darkspore.com/warrior_detail.php?weapon (enlace roto disponible en Internet Archive; véase el historial, la primera versión y la última).[10]

- Magnos - La posesión de lo natural (y [mutación [| mutado]]) la capacidad para manipular masa y [la gravedad []] para ser capaz de absorber radiación y los rayos cósmicos, Magnos se convirtió en el luchador más fuerte de su clan derrotar a todos los opositores en los anillos de Nexus Zelem hasta que el ataque Darkspore. Luego formó un equipo con sus adversarios más poderosos (los pocos que le permiten sobrevivir) para oponerse a la Darkspore, incluso ser capaz de destrozar un dreadnought Darkspore con las manos blindados. Después, se unió a la insurgencia con el título de "El Centinela estrella binaria". Él es un centinela de Quantum que luchan solo con su fuerza física y sus manos con garras[11]

- Tork- Tork, también conocido como "El hongo hongos Rey", es una tempestad biológica del planeta Verdanth. Se utiliza una bomba de la máscara sobre su rostro en la bomba de esporas a través de un paquete en la espalda que ponga enemigos a dormir. Antes de la Darkspore [invasión [exóticas | invadido]], que era un sinvergüenza y los marginados que tomaron todo lo que podía de nadie hasta que pudo dominar. Crogenitor Astra, disgustado por su comportamiento, lo secuestraron y lo usó como un sujeto de prueba durante una década para darle una lección. Después de una década, Astra le permitió escapar y salvar al resto de los sujetos de prueba Astra. Está equipado con un par de cañones de gas establecidos en los antebrazos.

- Titán- Titán, llamada "El Impenetrable", es un [movimiento cuádruple [| quadrapedal]] Cyber Sentinel. Se ha montado en los hombros ametralladoras y los pies grandes y fuertes como para causar terremoto s pequeños con un solo pedal. Uno de los últimos de su especie, Titán era un ingeniero de la contaminación contaminadas super-infinito. La construcción de altas torres y puentes vasta, deleitándose en el poder de su mente para conectar y crear, Titán soñado ressurecting la antigua fábrica de las ciudades para hacer su mundo vivo de nuevo. Sin embargo, trabajando solo durante décadas tuvo su efecto en el cuerpo de Titán, hasta el día en que cayó a su muerte... Solo para ser resucitado por Crogenitor Suzu. Para Titán, parecía como una pesadilla transformada en una sueño. Recordó caída horriblemente, su cuerpo maltratado contra el acero y la roca antes de estrellarse en una laguna de relaves tóxicos. Y luego lo negro, y la agonía... y por último, una sinfonía de sensaciones eléctricas. Su cuerpo surgió con la energía y el poder de su reconstrucción, el cuerpo cibernéticamente infundido. Renacer de las fuerzas que él no entendía, Titán surgió de enclave Suzu para continuar con su vasto proyecto de reconstrucción de su palabra. Pero el Darkspore descendió para incinerar los sueños. Reutilización Reparibots lo que pudo encontrar en su legión personal, Titán pasado de ressurector de destructor, que se especializa en incursiones querilla que se burló de sus enemigos. Defendido por el escudo de energía personal diseñado y conflicto explosiones de consulta a voluntad contra los enemigos atrapados, Titán se comprometió a acabar con la Darkspore en su mundo, para que pudiera vivir lo suficiente para acabar con las armas del caos para sus herramientas amada de orden.

- Andrómeda- Andrómeda es una tempestad de Quantum. Ella es muy humanoide en apariencia, aunque tiene deportivos apéndices que aparentan alas, pelo en forma de tentáculos, las piernas de cuatro articulaciones, y una cola. Lleva personal alrededor suyo y se la conoce como "El Maestro de Guerra Gravática". Antes de la invasión de Darkspore, ella fue un ingeniero de élite, en Nexus Zelem. Ella se convirtió en un héroe cuando utilizó su experiencia para evitar la colisión entre su isla flotante natal de Mishina y una docena de otras islas, y desde entonces se convirtió en la aprendiz favorita de Zelem, llamándola "su hija", hasta que desapareció misteriosamente durante el ataque a Darkspore. Ella usa un equipo para canalizar sus poderes.

- Wraith - Wraith es un centinela Necro conocido como "el Espectro de la Venganza". Él se parece a un hombre lobo con un cráneo aviar como máscara. Lleva encima un hacha grande como arma y puede volverse invisible para eludir los ataques. Antes de la invasión de los Darkspore, era un guardián necro, uno de los seres portador de energía que mantienen la vida y las energías necrótico estables en Nocturna, algo que se hizo cada vez más difícil, ya que Crogenitor Ingto había asolado la membrana que separa los dos mundos, hasta que la Legión Nocturni conquistó su clan y lo obligó a la escondida en una de las minas cercanas. Allí la neorme concentración de radiación le concedió la necrogénesis. Wraith luego huyó, borrando a todos los que se le atravesaban en su camino. Y cuando Darkspore cayó encima de la Legión, Wraith cayó en cima de ellos con aún más furia.

- SRS-42 - SRS-42 sin duda merece el título de Vida de armas y "el Comandante de misiles". Es una tempestad que se asemeja a un Cyber caminar ejército de tanques. Se puede disparar misiles que afinar en los enemigos y causar daño de área. Después de haber estado casi muerto por un mortal neurotoxina que fue liberado accidentalmente en la [fábrica []] trabajó en el infinito, fue resucitado por Crogenitor Suzu como un Cyborg. Sus habilidades especiales le permiten trabajar a distancia o de carga en cortos períodos de tiempo con la invulnerabilidad. Estar parado por 5 segundos aumenta el daño SRS-42 puede hacer a la Darkspore. Es bípedo, no tiene brazos y es mucho menos ágil que Titán.

- Krel - Krel es un Devastador de plasma que se asemeja a un [demonio] [] IC [[cánidos |] canina-como] bestia. Se le conoce como "la tormenta de fuego de vida". Viendo lo desesperado Krel era proteger a sus hijos en la Cryos, Crogenitor Ptyron le concedió el poder de fuego y electroplasma. Por desgracia, todos los hijos de Krel fueron asesinados por el Darkspore y Krel es ahora el último de su especie. Él es el único Vida armas que no pertenecen a una especie de sabio. El uso de los dientes y garras como arma junto con el aliento de plasma y un cañón de tres de plasma sobre sus hombros.

- Viper - Viper es un Devastador Bio conocido como "La toxina tóxicos Devastador". Originalmente un fabricante de armas primitivas de Verdanth, su piel se hizo venenosa por Crogenitor Astra. Se parece un cruce entre un cactus y una cricket [(insectos) | grillo]] con cuatro brazos y sus armas son un par de colgados de la muñeca hojas que dibujan [veneno []] de su piel.

- Maldri - Maldri se conoce como "El cuántica Raider" y es un héroe muy especial. Él es un muy potente cuántica Devastador y es muy difícil de adquirir en el juego. Sin embargo, los que Darkspore pre-ordenar automáticamente desbloquear su variante gamma en el primer día. Mientras enclave abandonado Zelem incursiones en el Nexus, accidentalmente activó un [láser []] dispositivo que le dio sus poderes cuántica. El uso de las hojas guadaña conjunto en lugar de sus manos y sus piernas para atacar.

- Orion - También conocido como "La Tempestad Lightspeed", Orión era originalmente un técnico en Nexus Zelem de. Un día Zelem envió una onda de energía de su enclave que golpeó fuertemente el centro de la Nexus 'centrales' s de una isla cercana. Todos en el edificio huyeron excepto Orion y fue golpeado por la estela de la energía cuántica concesión de poderes Tempestad. Por instinto Orion utiliza sus nuevos poderes, que se encuentran para evitar la colisión de dos islas muy pobladas, casi perder la vida. Cuando el Darkspore atacado pasó a la clandestinidad y luego se unió a la insurgencia. Viaja con un [jet pack [| asomar-pack]] y dos de sus cuatro manos sostiene un par de pistolas de energía.

- Lumin- También llamado "El Rayo Provocador", Lumin es una tempestad de plasma de Cryos. Lumin que una vez fue un héroe que llevan a sus guerreros contra el Darkspore. Sin embargo, muchos de sus guerreros y sus amigos fueron infectados por el Darkspore virus y se vio obligado a matarlos. Esto lo llevó al borde de la locura. Después de encontrarlo, Crogenitor Ptyron se dio cuenta de que la única esperanza para curar él era que le diera otra oportunidad de salvar a su pueblo. Así que darle plasma rayos basado en las competencias que Lumin canalizados a través de su personal.

- Skar- Skar "La Sombra de la Muerte" es un Devastador Necro de Nocturna. Fue miembro de la Legión Nocturni, pero se vio obligado a esconderse después de la Darkspore invadido el planeta. Planea Estado Nocturna un día después de la Darkspore se han ido. Él es similar a la centauro, como araña y su arma es un par de dagas pequeño conjunto en sus muñecas.

- Revenant- Revenant es un miembro de la Legión Nocturni y se conoce como "Deathraider de las Estrellas". Le dieron su capacidad cósmica de Crogenitor Ingto. Hasta el Darkspore invadido, Revenant nunca se había enfrentado a la derrota antes, y ahora sueña con el propio sacrificio corruptor. Esta tempestad Necro tiene tres piernas y utiliza la mística cristal situado en la cabeza para canalizar sus poderes necrosis.

- Arborus - Arborus es un centinela de Bio Verdanth. Es conocido como "El Protector Veridian", y se le concedió el poder de convocar volcanes y terremotos por Crogenitor Astra después de enterarse de su deseo de llegar a ser fuertes como los dioses verde eterno. Él es un ser descomunal, similar a un ogro o trol mezclado con un árbol con cuatro brazos y un pesado garrote de madera con pinchos.

- Salvaje - Savage, "Señor de las Bestias", es un centinela de Bio Verdanth. Después de su padres fueron asesinados en un gran terremoto como un niño, se encontró con la lluvia bosques , donde llegó a ser más como una bestia, sobre todo porque posee la rara habilidad de comunicarse con el animal. Un día que estaba dirigida por Crogenitor Astra a un campo de hongos diseñado específicamente mutagénica, que lo transformó, otorgándole una versión mejorada de su capacidad y hacer lo similar de sus compañeros. Luego se convirtió en el rey de la fauna local hasta que la conquistó Darkspore, donde luchó junto a su poderoso PET. Su arma es un par de guantes en los antebrazos con largas hojas curvadas.

- Char - Char es una tempestad de plasma de Cryos y es conocido como "El infierno en llamas". Originalmente fue un asesino que cazaba criminales, pero ni siquiera él podría coger todo el mundo, y cuando se dejó morir a causa de las heridas de un equipo de rebeldes que lo marcaron, Crogenitor Ptyron lo sanó y le dio la habilidad de pyrokineticamente atacar cualquier cosa que veía. Él tiene dos ojos, una cola, seis patas, pero los brazos no.

- Serafín-XS - Serafín-XS también llamado "El infiltrado", es un Devastador Cyber del Infinito planeta. Ella era originalmente la última Combot, la guerra de los aviones utilizados por los residentes del Infinito para combatir Darkspore, pero fue reprogramado por Crogenitor Suzu tener voluntad y una personalidad, que espera será capaz algún día vivir una vida digna, libre de Darkspore. Ella tiene cuatro piernas y dos brazos con un cañón de energía en lugar de su mano derecha.

## Personajes no héroes
- Zelem - El científico Crogenitor más brillantes. Junto con el Crogenitors otros sobrevivientes, Zelem creado múltiples Vida Armas que utilizan la génesis cuántica, a diferencia de muchos de los otros científicos Crogenitor, había pocos escrúpulos hiriendo a personas inocentes, mientras tratan de reforzar la resistencia a las hordas Darkspore. Desafortunadamente, todos menos cinco de sus cuántica perecen los héroes durante el primer ataque coordinado sobre Nexus Zelem por parte de la Darkspore, ahora conocido como "La Masacre de Nexus". Cuando el Darkspore invadido Nexus Zelem, intentó huir, pero conoció a su desaparición en los anillos exteriores de la Nexus.

- Ptyron- Crogenitor Ptyron es el superviviente Crogenitor que aterrizó en Cryos y es el mayor de ellos. Parecía ser el más bondadoso de los mismos: en lugar de buscar los seres de gran alcance para convertir en armas vivientes, que les da el poder de la génesis de plasma para los que le tocó.

- Astra- Astra aterrizó en Verdanth hace mucho tiempo. Aprecia las cualidades positivas pero que se utilizan incluso la forma difícil para sus objetivos. Él creó Vida Armas de la génesis biológica.

- Suzu - El Crogenitor que aterrizó en el Infinito. Él, como Ptyron, tiene una personalidad tipo ayudar a las personas que sufren de Infinity con sus modificaciones génesis Cyber.

- Ingto- Al igual que Zelem, Ingto no tuvo problemas para llevar a cabo experimentos peligrosos en el pueblo de Nocturna y en el propio planeta. Había arrancado a la inestabilidad de la membrana que separa el mundo de los vivos con el mundo de los muertos en Nocturna.

- La corruptor - Un pícaro misterioso científico Crogenitor que se había transformado en el Darkspore más poderoso de todos. Él fue el que la propagación del virus E de ADN entre los planetas Crogenitor y trató de conquistar toda la galaxia.

- La Player - El jugador es el último de los sobrevivientes Crogenitors a despertar. Él ha permanecido latente en un criogénico cápsula a bordo de uno de los últimos buques Crogenitor de 1000 años, hasta que fue despertado por la IA HELIX, que le informó de su tarea de crear la insurgencia.

- HELIX - El A.I. red de la flota Crogenitor, HELIX se encargó de despertar a los Crogenitors y purificar el E-ADN, una tarea que terminan felizmente después de 1000 años de elaboración. Por lo que despertó el último de los Crogenitors sobrevivir. Habla con una voz femenina suave.

- Xylan - Crogenitor xilano es el que descubrió e-ADN. Después de Verdanth cayó en estado de sitio, Xylan fue arrojado al exilio y trató de transfectar con E-ADN, y se convirtió en The Corruptor, líder de la Darkspore. Después de la Crogenitors huyeron Verdanth, Xylan le reveló como El corruptor a todos los Crogenitors otros, y la experimentación E-ADN fue prohibido entonces. Después de esto, Xylan huyó a Cryos planeta, donde se volvió Crogenitors en los destructores, los jefes del juego.

## Habilidades
Cada héroe tiene un ataque básico que se usa con el clic izquierdo, una habilidad única que se utiliza pulsando la tecla 1, una variante de la capacidad que se utiliza pulsando la tecla 2, una habilidad pasiva que está siempre activa y una capacidad de equipo que se utiliza pulsando la tecla 3, 4, o 5. El equipo y habilidades pasivas pueden ser utilizados por todos los miembros del equipo y se pueden combinar en secuencias. Cada habilidad, a excepción de la voz pasiva, tiene un tiempo de reutilización.

## Planetas
- Zelem de Nexus - Inicio de Quantumgenesis. Una vez que un planeta pacífico llamado Nakto, que fue destruida durante un experimento de Crogenitor Zelem. Zelem tratado de mantener su mundo juntos a casa por la creación de una gravedad artificial del campo, pero incluso entonces el planeta no era más que una serie de islas flotantes que chocaban continuamente. Después de su toma de posesión del Darkspore fueron capaces de perfeccionar el anillo de la gravedad. En la actualidad, sirve como la base principal para el Darkspore. El miedo Zelem Crogenitor residido en este planeta.

El Destructor que le espera al jugador al final de la Nexus Polaris, el manipulador de la gravedad, un autor intelectual agujero negro de generación que puede manipular el tiempo la gravedad y el espacio para deformar a voluntad.
- Nocturna- Inicio de Necrogenesis. Cuenta con tres lunas y está en constante individual por la luz del sol por lo que también se conoce como el planeta de la noche eterna. Nocturna es el segundo planeta que son víctimas del asedio Darkspore después de un aluvión de Agentes de mutación bombardearon el planeta. Es el mundo de origen de la Legión Nocturni, una fuerza de combate liderado por el Ethernals Nocturni que han conquistado muchos pueblos y mundos. Las principales características de este planeta son los ríos de plasma líquido, gigantescas formaciones cristalinas, y las grandes plantas en movimiento. tormentas de plasma se ven dentro de las montañas del planeta, y las plantas y criaturas nativas Nocturna suelen ser bioluminiscentes. El cruel Ingto Crogenitor reside en este planeta.

El Destructor que le espera al jugador al final de Nocturna es Nashira, el vacío de sombra, la reina insectoide que ha temible poder asusta incluso el darkspore otros en su planeta.
- Verdanth - Inicio de la Biogénesis. Verdanth que una vez fue un exuberante mundo brillante y hermoso lleno de selvas tropicales de la selva, pero después de la Darkspore invadido, las civilizaciones se convirtió rápidamente en otra cosa que ruinas, y la vida silvestre se convirtió en un peligro Dreadfull porque fue mutado por el poder del E-DNA. El verdanthi son espirituales y altamente sociedad científica avanzada, y una vez a la generación de algunos de ellos nacen con la capacidad de compreed el lenguaje de los animales. El misterioso Astra Crogenitor reside en este planeta.

El Destructor que le espera al jugador al final de Verdanth es Orcus, Devourerer de la Vida, la emperatriz de todos los animales mutados que pueden convocar a esbirros, que puede comer para recuperar la salud.
- Infinity- Inicio de Cybergenesis. Infinity es un planeta altamente contaminado cubierto de océanos envenenada y las fábricas. Muchos de los habitantes han huido o muerto, y los que permanecen competir por los recursos que lo siguen siendo. La mayoría de los sobrevivientes inhabintants son cyborgs, que no requieren de alimento o agua, y fueron capaces de sobrevivir a la escasez de suministros. Con defensas muy poco, el Darkspore fácilmente conquistado este planeta y esclavizó a todos los nativos restantes. El buen corazón Suzu Crogenitor reside en este planeta.

El Destructor que le espera al jugador al final de este planeta es Arturo, el coloso cibernético, un descomunal robot ser que los ataques con misiles y rayos láser.
- Cryos- Inicio de Plasmagenesis, Cryos es un planeta en la actualidad en un estado de glaciación extrema que había destruido casi todas las especies locales y su población. Tratar de calentar el planeta, el Crogenitor colocado en su centro un "agujero negro", una fuente casi infinita de calor. Sin embargo, esto solo empeora la situación, como ahora el planeta se arranca con los ríos de plasma líquido, pero aún está congelado. Albergar una variedad única de características geológicas, Cryos contiene antigua tecnología Crogenitor que el Darkspore no logran descubrir todavía. La apasionada Ptyron Crogenitor residido en este planeta.

El Destructor que le espera al jugador al final de este planeta es Merak, el Devestator, un golem hecho enormes de lava que aprovecha el poder de la energía plasmática para destruir a sus enemigos.
- Scaldron - Scaldron una vez fue llamadoPreceptum, el planeta natal de Crogenitor. La vida nunca evolucionó, por lo que el Crogenitors hizo el planeta adecuado para los 5 tipos de génesis. El Corruptor utiliza este planeta como su escondite.

## Editor de personajes
El editor de personaje en Darkspore ha sido descrito como una versión mejorada del la que se encuentra en Spore. Habrá miles de piezas a cobrar, lo que permite la personalización de varios aspectos de los personajes, incluyendo partes del cuerpo, armaduras, armas, rasgos faciales y los colores.

## Juego de realidad alternativa
A mediados de 2010, se había puesto en línea un ARG sobre Darkspore que daba pistas sobre el juego; el cual se sitúa antes de sus acontecimientos. Este ARG tenía el nombre de HelpEDNA.
HelpEDNA es una aventura de texto rompecabezas, en el que juegas como un contacto que ha comenzado a recibir mensajes de un personaje desconocido. Los jugadores deben registrarse en el sitio con un nombre de usuario y contraseña, y accede antes de unirse al juego. Los jugadores fueron en un principio necesario para hacer preguntas a los personajes, que se respondió, antes de recibir los rompecabezas, uno de los cuales revelaron la hora y lugar de Darkspore ponen de manifiesto en la conferencia juego PAX. Después de muchos problemas matemáticos difíciles fueron resueltos por los jugadores, el sitio fue actualizado, deshabilitar la capacidad de hacer preguntas o resolver nuevos puzles, sino que pide a los jugadores para elaborar los cálculos genéticos, carga con la tarea de crear el genoma E-DNA para habilidades de los héroes del juego. Los jugadores tuvieron que procesar 10 000 genes con el fin de completar todas las de ellos. Después de la finalización de Meditron, Magnos, Blitz, Arakna, y Jinx, el sistema de la página web de conversión genética fue responder durante varios días, antes de que se reactivó con el texto actualizado y dos héroes, recientemente concluida, Goliat, y Tork. Tork aún no había sido revelado en el sitio web Darkspore principal en el momento. La página web en breve también presentó dos videos cortos en el juego de Tork. Después de revelar Tork, un nuevo héroe, Titán, fue revelada, también con dos videos cortos del héroe. A continuación, otro video mostró que aparece un héroe desconocido. Finalmente, el 15 de octubre de 2010, el número de genes para ser procesado llegó a 55, y se detuvo. Cualquier persona que acceda al sitio de ahora en adelante el texto habitual parcialmente dañado antes de que de pronto da paso a una corriente de datos de texto dañados con un mensaje del Darkspore, indicando que han conquistado una vez más. El juego ha terminado, pero todavía tiene una página epílogo que contiene un mensaje de Maxis, y enlaces a todas las fotos y videos de la web.

### Argumento
Establecer una conexión con un origen desconocido, un contacto comienza a recibir datos y mensajes de un misterioso personaje que dice haber sido aislado en el espacio durante más de dos millones de años, y se encuentra en peligro de ser localizado por otra fuente maligna. Después de recibir alguna información confusa, el contacto se le pide que haga preguntas de la persona. La persona que pronto se revela en el hecho de ser un equipo de AI social conocido como la hélice, en una galaxia casi completamente conquistada por los Darkspore, una cepa agresiva de los mutantes, un enjambre. Debido a los intentos de estos mutantes 'para rastrear, la hélice se vio obligado a desconectar de la red de comunicación que se conecta a todos los inhibidores de la aromatasa otro equipo. Después de completar varios puzles, de recibir nueva información, y procesamiento de textos dañado alimenta activa mediante la introducción de palabras clave de selección en la red localizada de Helix, el contacto está a cargo de la tarea de purificar 10, 000 genes eDNA antes de mutar en cepas Darkspore. Los genes resultantes fueron para formar la base para las habilidades de los héroes poderosos seleccionados para luchar contra la Darkspore. El contacto se pone a trabajar, asistir a la HELIX con el procesamiento de diez mil genes. Después de procesar Meditron, Magnos, Blitz, Arakna y Jinx, un virus de repente hace que el HELIX para entrar en modo de seguridad de apagado, haciendo que el contacto no puede terminar de procesar los genomas. Pero pronto el HELIX reactiva, plagado de corrupción de datos, pero teniendo las secuencias de dos héroes, Goliat y Tork. El contacto de pronto vuelve a trabajar en los genes, completando las secuencias de un héroe conocido como Titán, así como a un héroe desconocido. A medida que el contacto con los procesos de los genes final, con el gen de la cuenta regresiva a 55, el contacto de los registros en la red solo para que la degradan mensaje en una secuencia de datos ininteligibles, corrompido. El virus de la computadora Darkspore había roto finalmente el enlace de Helix para el contacto. Nueve palabras frías, refrigeración destacan: "LE HAN - Una vida, un propósito - Darkspore se expande". Los mutantes había conquistado de nuevo...
El sitio web ahora finalmente muestra el mensaje:
"TENEMOS QUE... 

Una vida, un propósito
DARKSPOREEXPANDE"
mientras que el fondo está lleno de blanco dañado de codificación que se desplaza de forma continua.
Entonces se reveló en el foro Darkspore que el ARG fue diseñado por algunos de los miembros del equipo de Maxis para regalar pequeños trozos de información sobre el juego, nuevos héroes y anunciar detalles de la trama, y anunciar el juego.

## Administración de derechos digitales (DRM)
Darkspore requiere una conexión a Internet persistente, una cuenta de EA y el registro de serie para poder jugar el juego.

## Beta
A partir del miércoles 13 de abril de 2011 la prueba beta abierta Darkspore abrió sus puertas. A diferencia de los anteriores períodos de sesiones beta, no se requiere clave beta para descargar, y es totalmente gratuito. Los jugadores pueden desbloquear hasta 15 héroes (o 18 a través de una falla) y puede jugar hasta el nivel del juego 3-4. Todas las cuentas existentes de las sesiones anteriores han sido eliminados, y se limpió una vez más antes del lanzamiento del juego.